# San Juanito de Escobedo
San Juanito de Escobedo är en kommun i Mexiko.   Den ligger i delstaten Jalisco, i den centrala delen av landet, 500 km väster om huvudstaden Mexico City. Antalet invånare är 8 379. Arean är 105 kvadratkilometer.
Terrängen i San Juanito de Escobedo är kuperad norrut, men söderut är den platt.
Följande samhällen finns i San Juanito de Escobedo:
- Antonio Escobedo
- La Estancia de Ayones
- La Estancita